# Wait But Why
Wait But Why（WBW）是由蒂姆·厄本（Tim Urban）和安德鲁·芬恩（Andrew Finn）创建的网站，发表厄本的文章。该网站以长篇博客的形式涵盖了一系列主题。 文章配上简略的插图，对各种主题进行深入讨论，包括人工智能，外太空和拖延症。

## 历史
网站早期，博客内容聚焦于社交媒体和对技术的有趣讽刺，例如《在Facebook上讨人烦的七招》 和《关于电子邮件的11个尴尬之处》， 后来厄本转向更加深刻的主题。 2014年5月21日，厄本发布了《费米悖论》一文，广受欢迎。
该网站最初的口号是“每周一和周四更新”。随着帖子长度的增加和内容变得更加详细，自2015年起口号先是改成“每周二更新”，接着是“大概每周二更新”，后来成为“偶尔更新”。
因为对科学和技术的讨论，Wait But Why引起了伊隆·马斯克的注意，作者得以完成了一系列关于马斯克的文章。 2015年6月，伊隆·马斯克询问厄本是否愿意撰写介绍自己的公司及其周边行业的文章， 于是厄本多次采访马斯克，两人讨论了可持续交通，太阳能， 和太空探索的未来。 2017年4月20日，厄本又在马斯克提议大约一个半月后，发表了有关马斯克的人机界面公司Neuralink的深度文章。
目前网站文章在《赫芬顿邮报》 和Lifehacker 上同步刊出，并被其他网站引用。
2016年2月，厄本就拖延症发表了TED演讲。该演讲曾是TED演讲中最快获得1000万观看次数的影片，也是TED主讲台演讲中观看次数第二高的。

## 创作者背景
蒂姆·厄本出生于1981年，在马萨诸塞州牛顿长大。 他以出色的成绩从哈佛大学政府学专业毕业，获得文学学士。他曾从事教辅工作，辅导几乎所有的科目，帮助学生准备SAT考试，SAT学科测试，ACT，GRE和ISEE测试。建立Wait But Why之前，厄本在Blogspot上写博客，博客名为“头巾之下”（Turban有头巾的意思，也是厄本名字T. Urban的组合。）。 
安德鲁·芬恩以优异的成绩毕业于密歇根大学罗斯商学院，并偶尔在UCLA安德森商学院担任演讲嘉宾。
Wait But Why并不是厄本和芬恩的第一次合作。2007年，他们开发了一个名为ArborBridge的项目，其目的是为学生准备美国大学录取并帮助他们取得更高的成绩。